# Rugby en los Juegos Olímpicos
El rugby union o rugby a 15 formó parte del programa de los Juegos Olímpicos de Verano en cuatro de las siete primeras ediciones, si bien lo hizo únicamente en categoría masculina. El deporte debutó en los Juegos de París de 1900, incluyéndose con posterioridad en los Juegos de Londres de 1908, en los Juegos de Amberes de 1920 y en los Juegos de París de 1924. Poco después de estos últimos, el Comité Olímpico Internacional (COI) excluyó el rugby como deporte olímpico. Desde ese momento fueron numerosos los intentos de incluir de nuevo el rugby en el programa olímpico, hecho que se materializó el 9 de octubre de 2009, cuando la inclusión del rugby a siete para los Juegos Olímpicos de 2016 y 2020 fue aprobada por los miembros del COI en el congreso anual celebrado en la ciudad de Copenhague.

## Inclusión en los Juegos de París de 1900

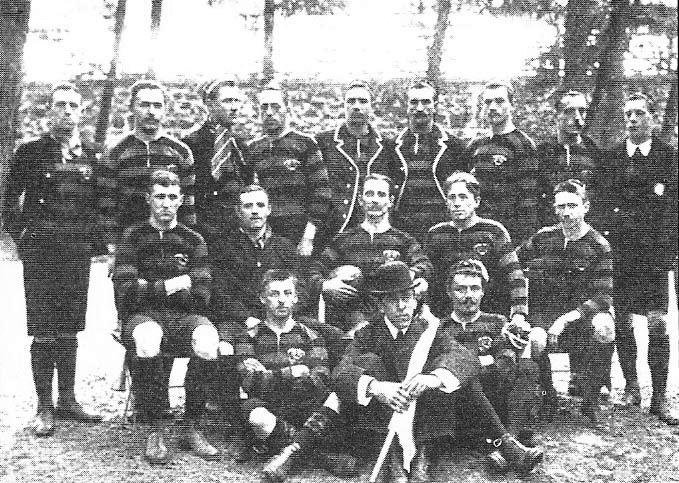
Selección de rugby de Alemania que disputó los Juegos Olímpicos de 1900

La inclusión del rugby dentro de las disciplinas olímpicas tuvo como principal valedor a Pierre de Coubertin. Coubertin, gran aficionado a este deporte, había sido uno de los principales impulsores del rugby en Francia llegando a arbitrar el primer encuentro de la Liga francesa (actual Top 14) en 1892, así como el primer encuentro internacional de la selección francesa jugado el día de año nuevo de 1906 en el Parque de los Príncipes.
El COI decidió incluir el rugby en los Juegos Olímpicos de 1900 que se iban a disputar en París. Finalmente sólo tres Comités Olímpicos Nacionales se inscribieron: Francia, Alemania y Gran Bretaña, si bien los equipos alemán y británico no eran equipos nacionales en el sentido estricto de la palabra puesto que fueron representados por clubes. El Mosley Wanderers RFC representó a Gran Bretaña, mientras que el Frankfurt Club representó a Alemania. Las reglas fueron diferentes a las actuales, dándose tres puntos para el ensayo y el golpe de castigo, dos para la conversión y cuatro para el drop.  
Francia ganó la medalla de oro al derrotar a Gran Bretaña por 27-8 y a Alemania por 27-17. El partido por la medalla de plata nunca se disputó, puesto que los equipos contendientes ya no se encontraban en París en la fecha en que se debía disputar. Algunas fuentes dan como medalla de plata a la selección alemana por la diferencia de puntos, pero esa decisión no se tomó en 1900. Seis mil personas asistieron al encuentro entre Francia y Gran Bretaña, convirtiéndose en el evento con más espectadores de los Juegos. Constantin Henriquez, un jugador del conjunto francés, es el primer atleta negro del que se tiene constancia de haber participado en unos Juegos Olímpicos.

## Juegos de Londres de 1908

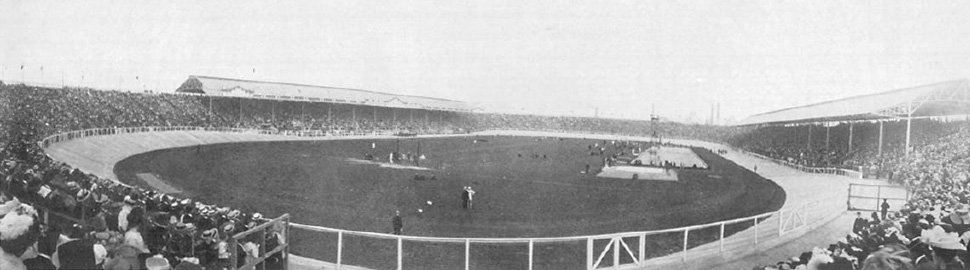
Panorámica del White City Stadium donde se disputó el partido entre Australasia y Gran Bretaña

El rugby unión no se incluyó en los Juegos Olímpicos de 1904 en St. Louis, ni en los Juegos Intercalados de 1906, pero sí lo hizo en la edición de 1908 en Londres disputada en el país que vio nacer a dicho deporte. La Rugby Football Union (RFU) fue la encargada de la organización del torneo.
Al igual que en la edición de 1900, la participación se redujo a tres países: Australasia (representando a Australia y Nueva Zelanda), Francia, y Gran Bretaña (que incluyó al Reino Unido de Gran Bretaña e Irlanda). Francia se retiró poco antes del inicio de los Juegos al no poder formar un equipo que la representara. El equipo de Australasia se encontraba de gira por Gran Bretaña durante la celebración de la competición lo que facilitó su participación, pero por el contrario los mejores jugadores ingleses y galeses estaban al mismo tiempo de gira por Nueva Zelanda. Dadas estas circunstancias la RFU decidió que fuera el equipo del condado de Cornualles el que participara en representación del equipo británico. Esta decisión fue tomada sobre la base de que los de Cornualles habían logrado la victoria en 1907 en el Campeonato Inglés entre condados al vencer al condado de Durham. La elección no estuvo exenta de controversia puesto que tan sólo tres de los jugadores del equipo de Cornualles habían formado parte de la selección inglesa con anterioridad.
Como se esperaba, Australasia derrotó a Gran Bretaña por 32-3 y se hizo con la medalla de oro. El partido celebrado en el White City Stadium se disputó bajo una intensa niebla y con el campo embarrado.
Dos de los miembros del equipo oceánico lograrían en Juegos posteriores nuevas medallas de oro. Danny Carroll obtendría un nuevo oro en rugby como miembro del equipo de Estados Unidos que se proclamaría campeón olímpico en 1920, mientras que Sydney Middleton lograría en remo el oro en los Juegos Olímpicos de 1912 disputados en Estocolmo. 
Tras estos Juegos el rugby fue apartado del programa olímpico en los siguientes Juegos celebrados en 1912 en Estocolmo, así como en los de 1916 que fueron cancelados debido a la I Guerra Mundial.

## Victorias de Estados Unidos en 1920 y 1924

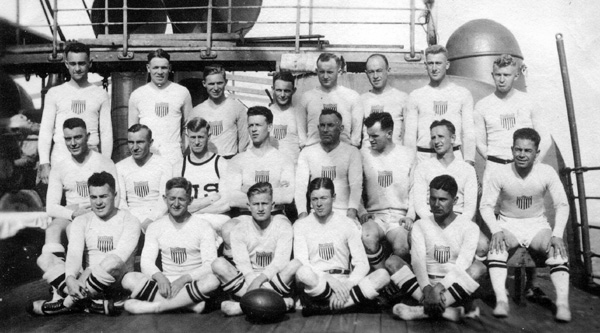
Selección de rugby de los Estados Unidos que disputó los Juegos Olímpicos de 1920

La idea de enviar un conjunto que representara a los Estados Unidos en rugby a los Juegos Olímpicos de 1920 a celebrar en Amberes surgió en California después de que la Universidad de Berkeley regresara invicta de una gira por la Columbia Británica. El Comité Olímpico Norteamericano dio el visto bueno a la idea, y una selección de jugadores de las universidades de Berkeley, Stanford y Santa Clara conformaron el equipo. El campeón de 1908 Danny Carroll que ejercía de jugador-entrenador de la Universidad de Berkeley era el miembro más famoso. Cuando el equipo llegó a Amberes, las selecciones de Rumania y Checoslovaquia habían abandonado, dejando como únicos participantes a las selecciones de Francia y Estados Unidos. La federación inglesa decidió no enviar un equipo a los Juegos para no interferir en el normal desarrollo de su liga nacional.
El único partido se disputó bajo la lluvia y la mirada de 20 000 espectadores. El conjunto norteamericano logró una sorprendente victoria por 8-0. Lo sorprendente de la victoria radica en que varios de los jugadores que formaban el equipo norteamericano no tenían una amplia experiencia en el deporte, es el caso de Morris Kirksey un atleta especialista en pruebas de velocidad que logró la plata en los 100 m lisos tras Charles Paddock y el oro en los 4x100 relevos.

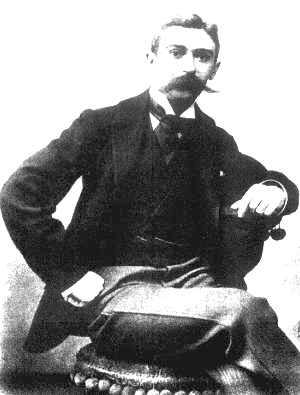
El barón Pierre de Coubertin, principal defensor del rugby como deporte olímpico

El rugby fue de nuevo incluido en los Juegos Olímpicos de París en 1924. El Comité Olímpico Estadounidense decidió enviar de nuevo un equipo para defender el oro obtenido cuatro años antes. El equipo anfitrión y Rumania completaron el trío de equipos participantes. El conjunto americano estuvo de nuevo constituido en su mayor parte por jugadores californianos, siete de los cuales ya habían participado en 1920.
Los dos primeros partidos del torneo finalizaron con sendas derrotas del equipo rumano ante Estados Unidos por 39-0 y ante Francia por 59-3. Tras estos resultados el equipo anfitrión era el favorito al oro. El partido por la medalla de oro se jugó en el estadio de Colombes ante 21 000 espectadores el 18 de mayo y Estados Unidos venció por 17-3, convirtiéndose en el único equipo en lograr dos medallas de oro en rugby en unos Juegos Olímpicos. La entrega de medallas se realizó bajo la vigilancia policial, después de que el terreno de juego fuera invadido por los aficionados locales tras la finalización del partido.
Los pocos equipos que acudieron a los Juegos y el abandono de Pierre de Coubertain de la presidencia del COI supusieron la salida del rugby de las citas olímpicas.

## Juegos posteriores
El COI rechazó incluir el rugby como deporte olímpico tras los Juegos Olímpicos de París. El abandono de la presidencia de dicho organismo por parte de Pierre de Coubertin fue otro factor importante que redujo en gran medida las posibilidades del rugby de ser de nuevo incluido en el programa olímpico, puesto que Coubertain era uno de sus principales defensores. En 1928 la inclusión para los Juegos de Ámsterdam fue de nuevo rechazada. En los Juegos Olímpicos de 1936 en Berlín se realizó un torneo pero sin ser considerado ni siquiera como deporte de exhibición. En el mismo participaron Alemania, Francia, Italia y Rumania, venciendo Francia en la final al equipo anfitrión por 19-14.
En 1976, 22 países africanos y Guyana boicotearon los Juegos Olímpicos de Montreal, después de que su solicitud de expulsar a Nueva Zelanda de los mismos no fuera admitida por el COI. La solicitud fue formulada después de que un equipo neozelandés de rugby realizara una gira por Sudáfrica, país que se encontraba fuera del movimiento olímpico desde 1964 debido a su política de apartheid. El COI fundamentó su decisión alegando que el rugby no era deporte olímpico.

## Esfuerzos para su inclusión

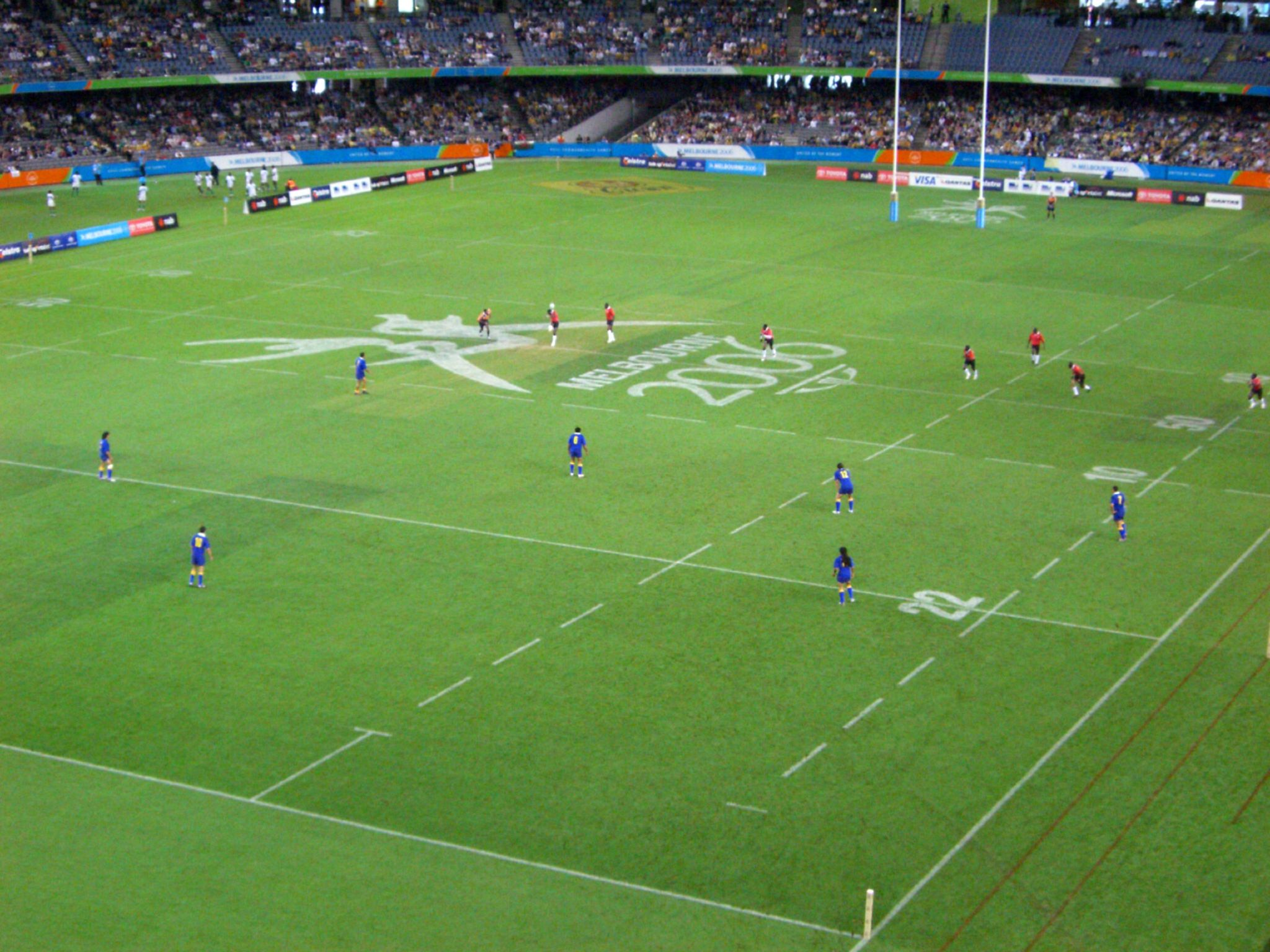
Rugby 7 durante los Juegos de la Commonwealth de 2006

Italia en los Juegos Olímpicos de 1960, la Unión Soviética en los de 1980, y Corea del Sur en los de 1988 realizaron diversas propuestas para el retorno del rugby a los Juegos. En los Juegos de 1988 fue la propia International Rugby Board (IRB) la que rehusó la inclusión.
El principal problema alegado por la IRB era que una de sus normas obliga a que los jugadores dispongan de un periodo de 7 días de descanso entre partido y partido. Dado que los Juegos tienen una duración oficial de 16 días, sería imposible celebrar un torneo dentro del marco de los mismos. Es por ello por lo que se planteó la inclusión del rugby a 7, puesto que los partidos tienen una menor duración y los torneos internacionales en los que participan hasta 16 selecciones se celebran en tan sólo un fin de semana.
En 1995 el COI reconoció a la IRB como Federación Internacional y en 2002 se presentó un plan para la inclusión del rugby a 7, junto al golf y al Wushu. Pero el COI declaró que ningún nuevo deporte sería incluido en el programa olímpico, salvo que otro fuera excluido del mismo.
En 2005 durante la reunión del COI en Singapur se decidió excluir al béisbol y al softbol de los Juegos, por lo que dos nuevos deportes podrían ser incluidos. El Rugby a 7 fue uno de los cinco deportes propuestos, junto al golf, el kárate, el squash y al patinaje sobre ruedas. Finalmente el squash y el kárate fueron los elegidos, aunque posteriormente no conseguirían las dos terceras partes de votos necesarios para su inclusión definitiva.
La IRB dentro de sus intentos por promocionar la inclusión dentro de los Juegos Olímpicos invitó en marzo de 2009 a dos delegados del COI a asistir a la Copa del Mundo celebrada en Dubái. Dicho evento congregó a 78 000 espectadores a lo largo de tres días y coronó a la selección de Gales en categoría masculina y a la de Australia en la femenina.
El 13 de agosto de 2009 se anunció que el rugby había sido recomendado para su inclusión en el programa olímpico, y que la decisión final se tomaría en la ciudad de Copenhague el mes de octubre de ese mismo año, durante la celebración del XIII Congreso del Comité Olímpico Internacional. Finalmente el 9 de octubre se aprobó la inclusión del rugby a siete en el programa olímpico de los Juegos Olímpicos de 2016 y 2020 por 81 votos a favor, 8 en contra y 1 abstención.

## Resultados

### Juegos
| Evento       | Oro            | Plata        | Bronce          |
| ------------ | -------------- | ------------ | --------------- |
| París 1900   | Francia        | Alemania[27] | Reino Unido[27] |
| Londres 1908 | Australasia    | Reino Unido  | No hubo[28]     |
| Amberes 1920 | Estados Unidos | Francia      | No hubo[29]     |
| París 1924   | Estados Unidos | Francia      | Rumania         |

### Histórico
- No se contabilizan las ediciones de 1936 y de Rugby 7.
- 3 puntos por partido ganado, 1 punto por partido perdido.

| País           | Participaciones | Puntos | Partidos Jugados | Ganados | Perdidos | Puntos a favor | Puntos en contra | Diferencia | Oro | Plata | Bronce | Total |
| -------------- | --------------- | ------ | ---------------- | ------- | -------- | -------------- | ---------------- | ---------- | --- | ----- | ------ | ----- |
| Estados Unidos | 2               | 9      | 3                | 3       | 0        | 64             | 3                | +61        | 2   | –     | –      | 2     |
| Francia        | 3[30]           | 4      | 5                | 3       | 2        | 116            | 53               | +63        | 1   | 2     | –      | 3     |
| Australasia    | 1               | 3      | 1                | 1       | 0        | 32             | 3                | +29        | 1   | –     | –      | 1     |
| Reino Unido    | 2               | 0      | 2                | 0       | 2        | 11             | 69               | -58        | –   | 1     | 1      | 2     |
| Alemania       | 1               | 0      | 1                | 0       | 1        | 17             | 27               | -10        | –   | 1     | –      | 1     |
| Rumania        | 1[31]           | 0      | 2                | 0       | 2        | 3              | 98               | -95        | –   | –     | 1      | 1     |

## Estadísticas
- Selección con más medallas: Francia (3)
- Selección con más participaciones: Francia (3)
- Selección con más medallas de oro: Estados Unidos (2)
- Selección con más medallas de plata: Francia (2)
- Selección con más partidos ganados: Francia y Estados Unidos (3)
- Mayor victoria:
  - Francia 59-3 Rumanía. París 1924